# Fort de Rosny
Le fort de Rosny, à Rosny-sous-Bois (Seine-Saint-Denis), est l'un des seize forts détachés de l'enceinte de Thiers qui protégeaient Paris durant la seconde moitié du XIXe siècle.

## Historique

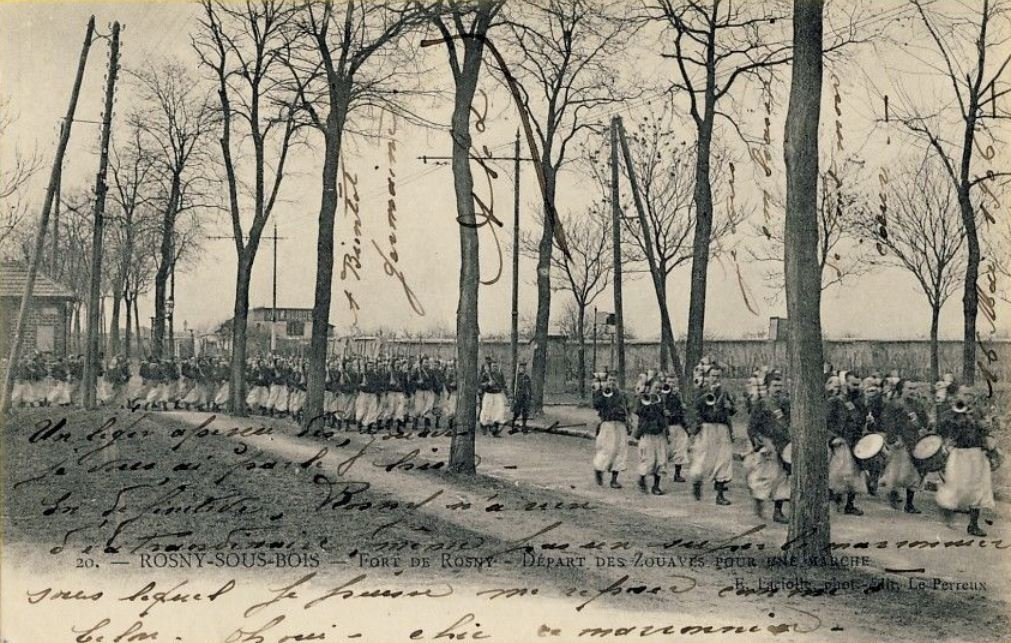
Rosny-sous-Bois : fort de Rosny, départ des zouaves.

Le fort est situé à l'angle de la rue du Quatrième-Zouaves et du boulevard Théophile-Sueur à Rosny-sous-Bois. Il fut construit de 1840 à 1846. 
Il a abrité entre 1901 et 1920 le 5e bataillon du 4e régiment de zouaves, et abrite depuis 1921 le Centre technique et scientifique de la gendarmerie nationale.
En 1968, le Centre national d'information routière (CNIR, créé en 1966, aujourd'hui communément appelé Bison Futé), y fut déplacé, jusqu'à sa fermeture en 2016.
Jusqu'à l'été 2015, il abritait le Service du traitement de l'information de la gendarmerie (STIG), l'Institut de recherche criminelle de la Gendarmerie nationale (IRCGN) et le Service central de renseignement criminel (SCRC, anciennement STRJD  : Service technique de recherches judiciaires et de documentation). Ces deux derniers services ont été transférés dans de nouveaux locaux à Pontoise et le Centre national de formation à la police judiciaire (CNFPJ), anciennement basé à Fontainebleau a pris leur place dans le fort.
Le fort abrite deux offices centraux dont la compétence a été donnée à la Gendarmerie nationale :
- l'office central de lutte contre les crimes contre l'humanité, les génocides et les crimes de guerre ;
- l'office central de lutte contre la délinquance itinérante.